# Enklinge
Enklinge is een eiland, gelegen op enkele kilometers ten noorden van Kumlinge, en behorende tot diezelfde gemeente in de autonome Finse provincie Åland.

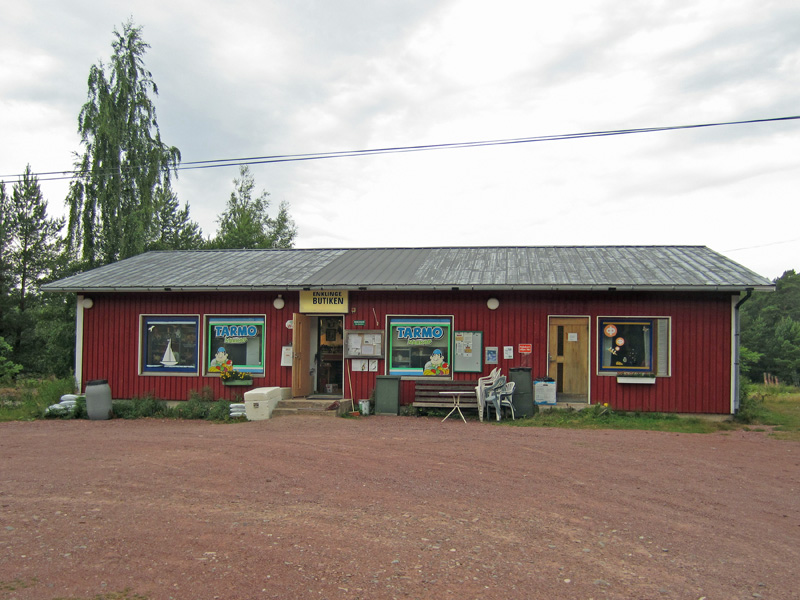
het winkeltje van Enklinge

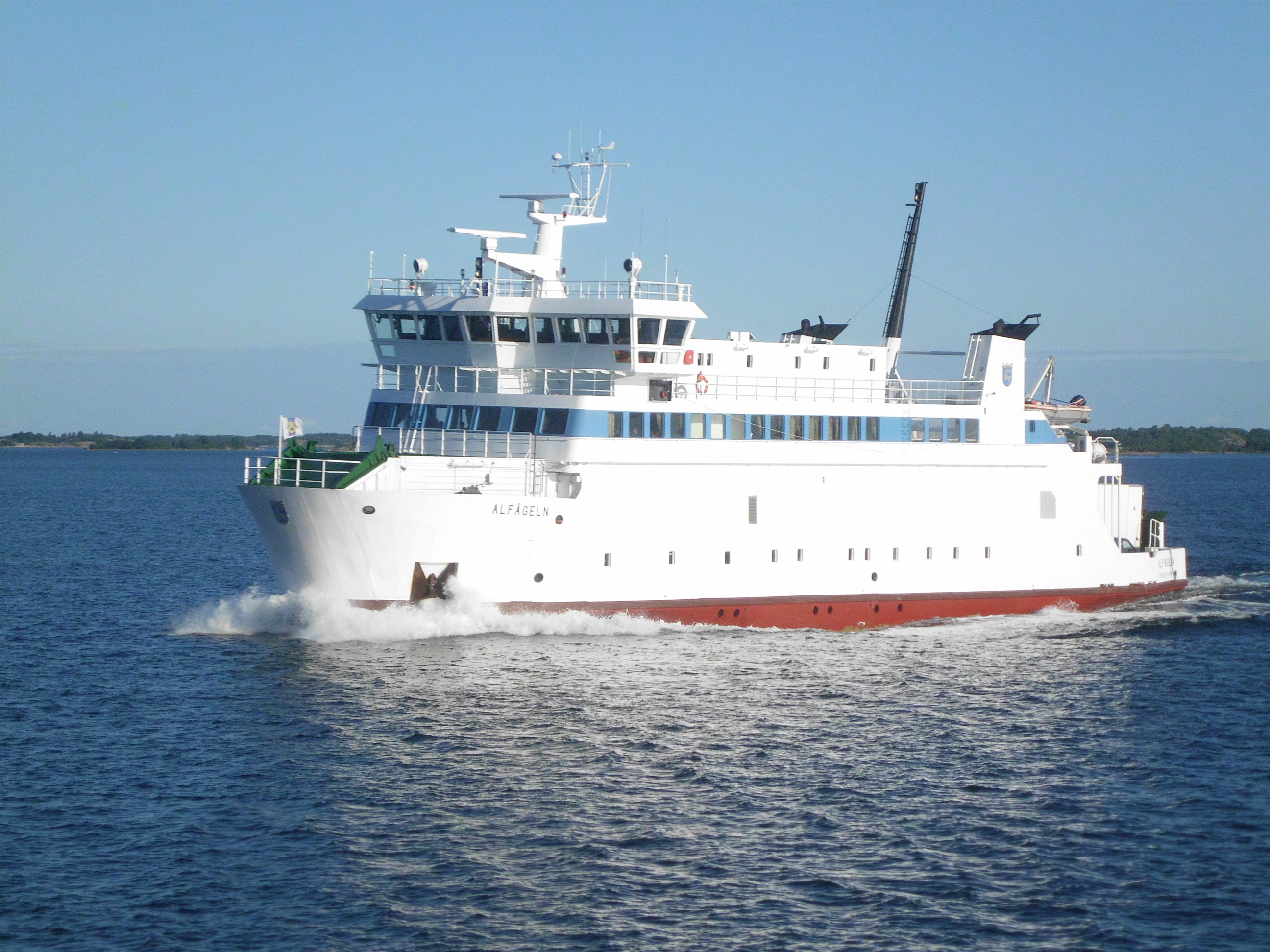
MS Alfågeln

Het eiland heeft een oppervlak van 12 km², en is van noord naar zuid ongeveer 6,5 km lang. Het hoogste punt bevindt zich 35 meter boven zeeniveau. Verspreid over het eiland wonen ongeveer 87 inwoners. Op het eiland bevindt zich een klein winkeltje. Midden op het eiland bevindt zich een openluchtmuseum: Hermas museigård.
Het eiland heeft aan de oostzijde een kleine jachthaven waar - zoals op de meeste bewoonde eilanden op Åland - leenfietsen staan waarmee mensen die per schip arriveren, het eiland kunnen bezoeken. Nabij de zuidelijke punt van het eiland bevindt zich een veerstoep, waar 3-4 maal per dag de veerboot MS Alfågeln van Ålandstrafiken aanlegt, die zorgt voor een doorgaande verbinding van het hoofdeiland van Åland in het westen, en Finland (via Brändö) in het oosten. Daarnaast is er een intensievere pontverbinding met Kumlinge.